# Tanaostigmodes ringueleti
Tanaostigmodes ringueleti is een vliesvleugelig insect uit de familie Tanaostigmatidae. De wetenschappelijke naam is voor het eerst geldig gepubliceerd in 1924 door Brèthes.